# 리처드 닉슨 사면
리처드 닉슨 사면(영어: Pardon of Richard Nixon, 공식 명칭: 포고 4311호)은 1974년 9월 8일 미국 대통령 제럴드 포드가 그의 전임자인 리처드 닉슨이 대통령으로서 미국에 대해 저질렀을 수 있는 모든 범죄에 대해 완전하고 무조건적인 사면을 부여하는 대통령 포고이다. 특히 이 사면은 워터게이트 사건 당시 닉슨의 행동을 포함한다. 닉슨의 사임으로 대통령직을 승계한 포드는 전국에 방영된 연설에서 사면이 국가의 이익에 가장 부합하며, 닉슨 가족의 상황은 "우리 모두가 일조한 비극이다. 이 비극은 계속될 수도 있고, 누군가는 끝을 써야 할 수도 있다. 나는 나만이 그럴 수 있다고 결론 내렸고, 만약 할 수 있다면 해야만 한다."라고 설명했다.
1977년 포드가 백악관을 떠난 후, 그는 닉슨 사면을 사적으로 정당화하며 지갑에 Burdick v. United States 판결문의 일부를 가지고 다녔다. 이는 1915년 미국 연방 대법원 사건으로, 그 법언은 사면이 유죄를 암시하며 사면 수락은 유죄를 고백하는 것이라고 명시하고 있다.

## 사면
1974년 8월 5일 '결정적 증거' 테이프가 공개된 후, 닉슨의 입지는 더 이상 버틸 수 없게 되었다. 포드는 1979년 자서전 "치유의 시간"에서 닉슨 사임 전 미국의 대통령 비서실장 알렉산더 헤이그와 만났던 일을 기록했다. 헤이그는 자신과 닉슨 참모들이 생각하는 닉슨의 유일한 선택지를 설명했다. 닉슨은 탄핵을 끝까지 버티며 상원에서 유죄 선고에 맞서 싸울 수도 있었고, 아니면 사임할 수도 있었다. 사임하는 경우, 탄핵 절차가 더 진행될 때까지 사임을 미루어 의회에서 불신임 투표로 합의를 보거나, 스스로를 사면하고 사임하는 방법이 있었다. 헤이그는 포드에게 닉슨의 일부 참모들이 닉슨이 포드가 자신을 사면해준다는 합의하에 사임에 동의할 수 있다고 제안했다고 말했다. 이 문제에 대해 포드는 다음과 같이 썼다.
헤이그는 이것들이 자신의 제안이 아니라고 강조했다. 그는 참모들의 신원을 밝히지 않았으며, 어떤 선택지도 다른 선택지보다 추천하지 않는다는 것을 분명히 했다. 그가 알고 싶었던 것은 상황에 대한 나의 전반적인 평가가 그의 평가와 일치하는지 여부였다. ... [원문 강조] 다음으로 그는 대통령의 행동 방침에 대해 내가 제안할 것이 있는지 물었다. 나는 어떤 제안도 하는 것이 적절하다고 생각하지 않았고, 그에게 그렇게 말했다.
포드가 사망한 날 밤 발행된 워싱턴 포스트 기사에서 기자 밥 우드워드는 포드가 닉슨을 사면하기로 결정한 다른 이유, 주로 포드와 닉슨이 공유했던 우정 때문이라고 우드워드에게 말한 적이 있다고 밝혔다.
1974년 8월 9일 닉슨이 사임한 후, 닉슨 부부는 샌클레멘티에 있는 자택 라 카사 파시피카로 날아갔다. 그의 전기 작가 조너선 에이트켄에 따르면, 사임 후 "닉슨은 고뇌에 찬 영혼이었다" 라고 말했다. 의회는 닉슨의 전환 비용, 일부 급여 비용을 포함하여 자금을 지원했지만, 예산을 85만 달러에서 20만 달러로 줄였다. 일부 참모들이 여전히 그와 함께 있었지만, 닉슨은 할 일이 거의 없이 오전 7시부터 책상에 앉아 있었다. 그의 전 언론 비서관 론 지글러는 매일 몇 시간씩 그와 단둘이 앉아 있었다.
닉슨의 사임은 그를 처벌하려는 많은 사람들의 열망을 끝내지 못했다. 그의 사임으로 의회는 그에 대한 탄핵 절차를 중단했지만, 연방 및 주 차원에서의 형사 기소는 여전히 가능성이 있었다.
포드 백악관은 닉슨 사면을 고려했지만, 이는 국내에서 인기가 없을 것이었다. 포드의 사절단과 접촉한 닉슨은 처음에는 사면을 받아들이기를 꺼렸으나, 결국 동의했다. 그러나 포드는 후회의 성명을 요구했고, 닉슨은 자신이 어떤 범죄도 저지르지 않았으며 그러한 문서를 발행할 필요가 없다고 느꼈다. 포드는 결국 동의했고, 1974년 9월 8일, 그는 닉슨에게 어떤 기소 가능성도 끝내는 "완전하고 자유로우며 절대적인 사면"을 부여했다. 닉슨은 다음과 같은 성명을 발표했다.
 특히 사법 절차 단계에 이르러 정치 스캔들에서 국가적 비극으로 커졌을 때, 워터게이트를 다룸에 있어 더 단호하고 솔직하게 행동하지 못한 것은 나의 잘못이었다. 나의 워터게이트 실수들이 국가와 대통령직, 내가 너무나도 사랑하는 국가, 그리고 내가 너무나도 존경하는 기관에 초래한 고통과 후회의 깊이는 어떤 말로도 표현할 수 없다.

## 대중의 반응

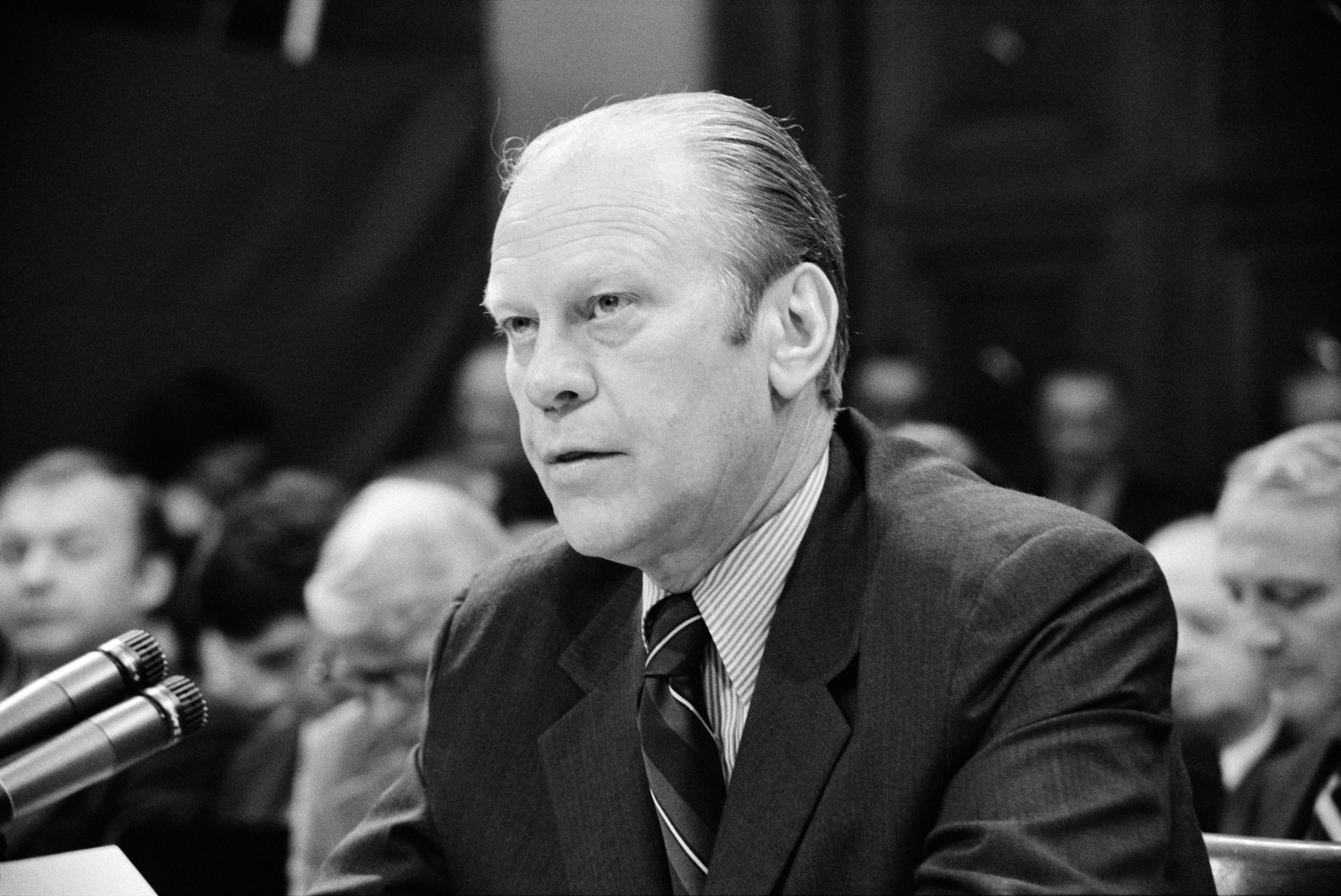
미국 하원 사법위원회 청문회에 출석하여 리처드 닉슨 사면에 대해 증언하는 포드 대통령

닉슨 사면은 논란의 여지가 있었다. 비평가들은 이러한 움직임을 비난하며, 포드의 사면이 닉슨의 사임과 교환되어 포드를 대통령직에 오르게 한 "부패 거래"가 이루어졌다고 주장했다. 포드의 첫 언론 비서관이자 절친한 친구인 제럴드 테르호스트는 사면 이후 항의하며 사임했다.
닉슨 사면은 포드 행정부의 중요한 전환점이었다. 역사학자들은 이 논란이 포드가 1976년 선거에서 패배한 주요 원인 중 하나라고 믿고 있으며, 포드도 그 의견에 동의했다. 당시 뉴욕 타임스 사설은 닉슨 사면이 "지극히 현명하지 못하고, 분열적이며, 불공정한 행위"였으며, 한 번의 행동으로 새 대통령의 "판단력, 솔직함, 능력에 대한 신뢰성"을 파괴했다고 밝혔다. 포드와의 비밀 거래, 즉 닉슨의 사임 대가로 사면을 약속했다는 의혹으로 인해 포드는 1974년 10월 17일 미국 하원 사법위원회에 증언하게 되었다. 그는 에이브러햄 링컨 이후 미국 하원 앞에서 증언한 최초의 현직 대통령이었다. 사면 이후 포드의 지지율은 71%에서 50%로 떨어졌다.

## 여파
1974년 10월, 닉슨은 정맥염에 걸렸다. 의사들로부터 수술을 받거나 사망할 것이라는 말을 들은 닉슨은 내켜하지 않았지만 수술을 선택했고, 포드는 병원에서 그를 방문했다. 닉슨은 그의 전 보좌관 세 명(존 딘, 해리 로빈스 홀더먼, 존 얼리히먼)의 재판을 위해 소환된 상태였다. 사면은 닉슨이 증인석에서 미국 수정 헌법 제5조 특권을 주장할 수 없었기 때문에 어려운 상황에 놓이게 했을 것이다. 그의 병을 믿지 않은 워싱턴 포스트는 닉슨이 "틀린 발"에 깁스를 한 만화를 게재했다. 존 시리카 판사는 피고인들의 반대에도 불구하고 닉슨의 출석을 면제했다.
의회는 포드에게 닉슨의 대통령 문서를 보관하도록 지시했으며, 이로 인해 문서에 대한 30년간의 법적 싸움이 시작되었고, 결국 전 대통령과 그의 재산이 승리했다. 닉슨은 1974년 중간선거가 치러질 때 병원에 있었다. 워터게이트와 사면은 공화당이 하원에서 43석, 상원에서 4석을 잃는 데 기여했다. 2년 후, 사면에 대한 대중의 불만은 1976년 대통령 선거에서 포드가 민주당 후보인 지미 카터에게 간발의 차이로 패배한 요인이 되었다.
1977년 포드가 백악관을 떠난 후, 그는 사적으로 닉슨 사면을 정당화하며 지갑에 1915년 미국 연방 대법원 판결인 Burdick v. United States의 일부 문구를 가지고 다녔다. 이 판결은 사면이 유죄를 암시하며, 사면을 수락하는 것은 유죄를 고백하는 것이라고 명시하고 있다. 2001년 존 F. 케네디 도서관 재단은 닉슨 사면에 대해 포드에게 존 F. 케네디 용기있는 프로필 상을 수여했다. 포드에게 상을 수여하면서 에드워드 M. 케네디 상원의원은 처음에는 닉슨 사면에 반대했으나, 나중에는 역사가 포드가 올바른 결정을 내렸음을 증명했다고 말했다.

## 같이 보기
- 에우제니오 마르티네스, 워터게이트 7인 중 한 명이자, 닉슨 외에 스캔들에서의 역할로 사면을 받은 유일한 인물
- 미국의 연방 사면
- 미국 대통령에 의해 사면되거나 감형된 사람 목록